# Coppa del Mondo di slittino 1989
La Coppa del Mondo di slittino 1988/89, dodicesima edizione della manifestazione organizzata dalla Federazione Internazionale Slittino, ebbe inizio il 10 dicembre 1988 a Sarajevo, in Jugoslavia, e si concluse il 20 febbraio 1989 a Calgary, in Canada. Furono disputate diciotto gare, sei per ogni tipologia (singolo uomini, singolo donne ed il doppio) in sei differenti località. Nel corso della stagione si tennero anche i Campionati mondiali di slittino 1989 a Winterberg, in Germania Ovest, competizione non valida ai fini della Coppa del Mondo.
Le coppe di cristallo, trofeo conferito ai vincitori del circuito, furono assegnate al tedesco occidentale Georg Hackl per quanto concerne la classifica del singolo uomini, la tedesca dell'est Ute Oberhoffner conquistò il trofeo del singolo donne mentre la coppia italiana formata da Hansjörg Raffl e Norbert Huber si aggiudicò la vittoria del doppio.

## Risultati
| Data                | Località     | Nazione        | Specialità       | Primi classificati                      | Secondi classificati                       | Terzi classificati                               |
| ------------------- | ------------ | -------------- | ---------------- | --------------------------------------- | ------------------------------------------ | ------------------------------------------------ |
| 10-11 dicembre 1988 | Sarajevo     | Jugoslavia     | Donne – Singolo  | Ute Oberhoffner Germania Est            | Julija Antipova Unione Sovietica           | Gerda Weissensteiner Italia                      |
| 10-11 dicembre 1988 | Sarajevo     | Jugoslavia     | Uomini – Singolo | Jens Müller Germania Est                | Georg Hackl Germania Ovest                 | Jurij Charčenko Unione Sovietica                 |
| 10-11 dicembre 1988 | Sarajevo     | Jugoslavia     | Uomini – Doppio  | Kurt Brugger Wilfried Huber Italia      | Hansjörg Raffl Norbert Huber Italia        | Stefan Ilsanker Georg Hackl Germania Ovest       |
| 17-18 dicembre 1988 | Igls         | Austria        | Donne – Singolo  | Julija Antipova Unione Sovietica        | Gerda Weissensteiner Italia                | Ute Oberhoffner Germania Est                     |
| 17-18 dicembre 1988 | Igls         | Austria        | Uomini – Singolo | Jens Müller Germania Est                | Johannes Schettel Germania Ovest           | Georg Hackl Germania Ovest                       |
| 17-18 dicembre 1988 | Igls         | Austria        | Uomini – Doppio  | Hansjörg Raffl Norbert Huber Italia     | Jörg Hoffmann Jochen Pietzsch Germania Est | Thomas Schwab Wolfgang Staudinger Germania Ovest |
| 7-8 gennaio 1989    | Oberhof      | Germania Est   | Donne – Singolo  | Ute Oberhoffner Germania Est            | Julija Antipova Unione Sovietica           | Irina Kusakina Unione Sovietica                  |
| 7-8 gennaio 1989    | Oberhof      | Germania Est   | Uomini – Singolo | Georg Hackl Germania Ovest              | Johannes Schettel Germania Ovest           | Jens Müller Germania Est                         |
| 7-8 gennaio 1989    | Oberhof      | Germania Est   | Uomini – Doppio  | Stefan Krauße Jan Behrendt Germania Est | Jörg Hoffmann Jochen Pietzsch Germania Est | Hansjörg Raffl Norbert Huber Italia              |
| 14-15 gennaio 1989  | Königssee    | Germania Ovest | Donne – Singolo  | Gerda Weissensteiner Italia             | Ute Oberhoffner Germania Est               | Julija Antipova Unione Sovietica                 |
| 14-15 gennaio 1989  | Königssee    | Germania Ovest | Uomini – Singolo | Georg Hackl Germania Ovest              | Johannes Schettel Germania Ovest           | Norbert Huber Italia                             |
| 14-15 gennaio 1989  | Königssee    | Germania Ovest | Uomini – Doppio  | Stefan Krauße Jan Behrendt Germania Est | Stefan Ilsanker Georg Hackl Germania Ovest | Thomas Schwab Wolfgang Staudinger Germania Ovest |
| 21-22 gennaio 1989  | Hammarstrand | Svezia         | Donne – Singolo  | Gerda Weissensteiner Italia             | Ute Oberhoffner Germania Est               | Julija Antipova Unione Sovietica                 |
| 21-22 gennaio 1989  | Hammarstrand | Svezia         | Uomini – Singolo | Georg Hackl Germania Ovest              | Norbert Huber Italia                       | Jens Müller Germania Est                         |
| 21-22 gennaio 1989  | Hammarstrand | Svezia         | Uomini – Doppio  | Hansjörg Raffl Norbert Huber Italia     | Stefan Krauße Jan Behrendt Germania Est    | Stefan Ilsanker Georg Hackl Germania Ovest       |
| 19-20 febbraio 1989 | Calgary      | Canada         | Donne – Singolo  | Gabriele Kohlisch Germania Est          | Ute Oberhoffner Germania Est               | Gerda Weissensteiner Italia                      |
| 19-20 febbraio 1989 | Calgary      | Canada         | Uomini – Singolo | Georg Hackl Germania Ovest              | Jens Müller Germania Est                   | Johannes Schettel Germania Ovest                 |
| 19-20 febbraio 1989 | Calgary      | Canada         | Uomini – Doppio  | Hansjörg Raffl Norbert Huber Italia     | Kurt Brugger Wilfried Huber Italia         | Jörg Hoffmann Jochen Pietzsch Germania Est       |

## Classifiche

### Singolo uomini
| Pos. | Nome              | Nazione        |
| ---- | ----------------- | -------------- |
| 1    | Georg Hackl       | Germania Ovest |
| 2    | Jens Müller       | Germania Est   |
| 3    | Johannes Schettel | Germania Ovest |

### Singolo donne
| Pos. | Nome                 | Nazione          |
| ---- | -------------------- | ---------------- |
| 1    | Ute Oberhoffner      | Germania Est     |
| 2    | Gerda Weissensteiner | Italia           |
| 3    | Julija Antipova      | Unione Sovietica |

### Doppio
| Pos. | Nome                          | Nazione      |
| ---- | ----------------------------- | ------------ |
| 1    | Hansjörg Raffl Norbert Huber  | Italia       |
| 2    | Stefan Krauße Jan Behrendt    | Germania Est |
| 3    | Jörg Hoffmann Jochen Pietzsch | Germania Est |